# Eddie Vedder
Eddie Jerome Vedder (tên thật Edward Louis Severson III, sinh ngày 23 tháng 12 năm 1964) là ca sĩ, nhạc sĩ người Mỹ, nổi tiếng nhất trong vai trò ca sĩ hát chính và chơi guitar trong ban nhạc Pearl Jam. Anh cũng từng là thành viên của nhóm Temple of the Dog tri ân ca sĩ Andrew Wood.
Vedder nổi tiếng với chất giọng baritone trầm ấm, mạnh mẽ. Anh từng được độc giả tạp chí Rolling Stone xếp thứ 7 trong danh sách "Những ca sĩ hát chính vĩ đại nhất". Năm 2007, anh cho phát hành album solo cá nhân đầu tiên của mình, là nhạc phim của bộ phim thành công Into the Wild. Album thứ hai Ukulele Songs cùng DVD Water on the Road được ra mắt vào năm 2011. Album thứ 3 của Vedder mang tên Earthling được giới thiệu vào đầu năm 2022.
Năm 2017, Vedder cùng các thành viên của ban nhạc Pearl Jam đều được xướng tên tại Đại sảnh Danh vọng Rock and Roll.

Eddie Vedder trên bìa tạp chí TIME số ngày 23 tháng 10 năm 1993 với chủ đề về làn sóng nhạc grunge. Vedder rất tức giận với ấn phẩm này vì trước đó anh đã từ chối lời mời hợp tác từ TIME.

## Danh sách đĩa nhạc

### Sự nghiệp solo
| Năm                           | Album | Vị trí cao nhất | Vị trí cao nhất | Vị trí cao nhất | Vị trí cao nhất | Vị trí cao nhất | Vị trí cao nhất | Vị trí cao nhất | Vị trí cao nhất | Vị trí cao nhất | Vị trí cao nhất | Chứng chỉ   |
| Năm                           | Album | US              | AUS             | FRA             | GER             | ITA             | NLD             | NZL             | SPA             | SWI             | UK              | Chứng chỉ   |
| ----------------------------- | --- | --------------- | --------------- | --------------- | --------------- | --------------- | --------------- | --------------- | --------------- | --------------- | --------------- | ----------- |
| 2007                          | Into the Wild - Phát hành: 18 tháng 9 năm 2007 - Nhãn đĩa: J - Định dạng: CD, LP                                                                                       | 11              | 39              | 31              | 68              | 6               | 30              | 34              | 89              | 28              | 183             | - BPI: Gold |
| 2011                          | Ukulele Songs - Phát hành: 31 tháng 5 năm 2011 - Nhãn đĩa: Monkeywrench - Định dạng: CD, LP                                                                            | 4               | 6               | 64              | 18              | 6               | 13              | 32              | 23              | 5               | 49              |             |
| 2021                          | Flag Day (Original Soundtrack) cùng Glen Hansard và Cat Power - Phát hành: 20 tháng 8 năm 2021 - Nhãn đĩa: Seattle Surf, Republic - Định dạng: CD, LP, tải kỹ thuật số | —               | —               | —               | —               | —               | —               | —               | —               | —               | —               |             |
| 2022                          | Earthling - Phát hành: 11 tháng 2 năm 2022 - Nhãn đĩa: Seattle Surf, Republic - Định dạng: CD, LP, tải kỹ thuật số                                                     | 29              | 8               | 149             | 6               | 10              | 5               | —               | 37              | 3               | 36              |             |
| "—" album không được xếp hạng | |                 |                 |                 |                 |                 |                 |                 |                 |                 |                 |             |

### Đĩa mở rộng
| Năm  | Album             |
| ---- | ----------------- |
| 2020 | Matter of Time EP |

### Đĩa đơn
| Tiêu đề                                                  | Năm  | Vị trí cao nhất | Vị trí cao nhất | Vị trí cao nhất | Vị trí cao nhất | Vị trí cao nhất | Vị trí cao nhất | Album             |
| Tiêu đề                                                  | Năm  | US              | US Adult        | US AAA          | US Alt.         | US Main.        | CAN             | Album             |
| -------------------------------------------------------- | ---- | --------------- | --------------- | --------------- | --------------- | --------------- | --------------- | ----------------- |
| "You've Got to Hide Your Love Away"                      | 2001 | —               | 28              | 5               | 30              | 40              | —               | I Am Sam          |
| "Hard Sun"                                               | 2007 | —               | —               | 4               | 13              | —               | 23              | Into the Wild     |
| "All the Way"                                            | 2008 | —               | —               | —               | —               | —               | —               | Non-album singles |
| "My City of Ruins" (trực tiếp tại Kennedy Center Honors) | 2010 | 92              | —               | —               | —               | —               | 46              | Non-album singles |
| "Better Days"                                            | 2010 | —               | —               | —               | —               | —               | —               | Eat Pray Love     |
| "Longing to Belong"                                      | 2011 | —               | —               | 4               | —               | —               | —               | Ukulele Songs     |
| "Can't Keep"                                             | 2011 | —               | —               | —               | —               | —               | —               | Ukulele Songs     |
| "Without You"                                            | 2011 | —               | —               | —               | —               | —               | —               | Ukulele Songs     |
| "Cartography"                                            | 2020 | —               | —               | —               | —               | —               | —               | Non-album singles |
| "Matter of Time"/"Say Hi"                                | 2020 | —               | —               | —               | —               | —               | —               | Non-album singles |
| "Long Way"                                               | 2021 | —               | —               | 7               | 79              | —               | —               | Earthling         |
| "The Haves"                                              | 2021 | —               | —               | —               | —               | —               | —               | Earthling         |
| "Brother the Cloud"                                      | 2022 | —               | —               | 7               | 38              | 16              | —               | Earthling         |
| "Invincible"                                             | 2022 | —               | —               | —               | —               | —               | —               | Earthling         |
| "—" đĩa đơn không được xếp hạng                          |      |                 |                 |                 |                 |                 |                 |                   |

### Video âm nhạc
- "Hard Sun" (2007)
- "Guaranteed" (2008)
- "No More" (2008)
- "Better Days" (2010)
- "You're True" (2011)
- "Longing to Belong" (2011)
- "Can't Keep" (2011)
- "Sleeping by Myself" (2012)
- "Matter of Time" (2020)
- "Say Hi" (2020)
- "Long Way" (2021)
- "The Haves" (2021)
- "Brother the Cloud" (2022)

### Thu âm hợp tác
| Năm  | Ca khúc                                                                          | Album                                                           | Nhãn đĩa     |
| ---- | -------------------------------------------------------------------------------- | --------------------------------------------------------------- | ------------ |
| 1996 | "Face of Love" và "Long Road" (cùng Nusrat Fateh Ali Khan)                       | Dead Man Walking: Music from and Inspired By the Motion Picture | Sony         |
| 1997 | "Hymn" (cùng Hovercraft)                                                         | Kerouac – kicks joy darkness                                    | Rykodisc     |
| 1999 | "Croon Spoon" (cùng Susan Sarandon)                                              | Cradle Will Rock: Music from the Motion Picture Soundtrack      | RCA          |
| 2000 | "Poor Girl" (cùng Supersuckers)                                                  | Free the West Memphis 3                                         | Koch         |
| 2002 | "You've Got to Hide Your Love Away"                                              | I Am Sam: Music from and Inspired By the Motion Picture         | V2 Ada       |
| 2003 | "I Believe in Miracles" và "Daytime Dilemma (Dangers of Love)" (cùng Zeke)       | We're a Happy Family: A Tribute to Ramones                      | Columbia     |
| 2004 | "Lucky Country" (cùng Red Whyte)                                                 | The 5th Symphony Document: Soundtrack                           | Folklore     |
| 2005 | "Long Road", "Love Boat Captain" và "Better Man" (cùng Walmer High School Choir) | The Molo Sessions                                               | Ten Club     |
| 2006 | "Goodbye"                                                                        | A Brokedown Melody: Music from and Inspired By the Film         | Brushfire    |
| 2007 | "All Along the Watchtower" (cùng Million Dollar Bashers)                         | I'm Not There: Original Soundtrack                              | Columbia     |
| 2010 | "Better Days"                                                                    | Eat Pray Love                                                   | Monkeywrench |

### Trình diễn trực tiếp
| Năm  | Bài hát                                                          | Album                                                | Nhãn đĩa   |
| ---- | ---------------------------------------------------------------- | ---------------------------------------------------- | ---------- |
| 1993 | "Masters of War" (trực tiếp) (cùng Mike McCready và G. E. Smith) | The 30th Anniversary Concert Celebration             | Sony       |
| 1997 | "Yellow Ledbetter" (trực tiếp) (cùng Mike McCready)              | Tibetan Freedom Concert                              | Capitol    |
| 2001 | "Long Road" (trực tiếp) (cùng Mike McCready và Neil Young)       | America: A Tribute to Heroes                         | Interscope |
| 2008 | "No More" (trực tiếp) (cùng Ben Harper)                          | Body of War: Songs that Inspired an Iraq War Veteran | Sire       |

### Khách mời trình diễn
| Năm  | Nghệ sĩ                                     | Album                                                | Nhãn đĩa         | Bài hát |
| ---- | ------------------------------------------- | ---------------------------------------------------- | ---------------- | --- |
| 1993 | Bad Religion                                | Recipe for Hate                                      | Epitaph/Atlantic | "American Jesus" và "Watch It Die" |
| 1995 | Mike Watt                                   | Ball-Hog or Tugboat?                                 | Columbia         | "Big Train" và "Against the 70's" |
| 1995 | Neil Young                                  | Mirror Ball                                          | Reprise          | "Peace and Love" |
| 1996 | Fastbacks                                   | New Mansions in Sound                                | Sub Pop          | "Girl's Eyes" |
| 1996 | Gary Heffern                                | Painful Days                                         | Y-records        | "Passin' Thru'" |
| 1996 | Crowded House                               | Recurring Dream                                      | Capitol          | "Everything Is Good for You" |
| 1997 | Ramones                                     | We're Outta Here!                                    | MCA              | "Any Way You Want It" |
| 1999 | Pete Townshend                              | Pete Townshend Live: A Benefit for Maryville Academy | Intersound       | "Magic Bus" (trực tiếp) và "Heart to Hang Onto" (trực tiếp)                                                                              |
| 2001 | Wellwater Conspiracy                        | The Scroll and Its Combinations                      | TVT              | "Felicity's Surprise" |
| 2002 | Neil Finn                                   | 7 Worlds Collide                                     | Nettwerk         | "Take a Walk" (trực tiếp), "Stuff and Nonsense" (trực tiếp), "I See Red" (trực tiếp) và "Parting Ways" (trực tiếp)                       |
| 2003 | Cat Power                                   | You Are Free                                         | Matador          | "Good Woman" và "Evolution" |
| 2003 | The Who                                     | The Who Live at the Royal Albert Hall                | Steamhammer US   | "I'm One" (trực tiếp), "Gettin' in Tune" (trực tiếp), "Let's See Action" (trực tiếp) và "See Me, Feel Me" (trực tiếp) (cùng Bryan Adams) |
| 2004 | Pete Townshend                              | Magic Bus – Live from Chicago                        | Compendia        | "Magic Bus" (trực tiếp) và "Heart to Hang Onto" (trực tiếp)                                                                              |
| 2004 | Jack Irons                                  | Attention Dimension                                  | Breaching Whale  | "Shine On You Crazy Diamond" |
| 2006 | The Strokes cùng Eddie Vedder và Josh Homme | "You Only Live Once"                                 | RCA              | "Mercy Mercy Me (Ecology)" |
| 2007 | Crowded House                               | Seattle, WA January 9, 2007                          | Kufala           | "World Where You Live" và "Something So Strong"                                                                                          |
| 2008 | John Doe                                    | The Golden State                                     | Independent      | "The Golden State Remix" (cùng Corin Tucker)                                                                                             |
| 2008 | Crowded House                               | Surf Aid – The Music                                 | Loop             | "World Where You Live" |
| 2011 | R.E.M.                                      | Collapse into Now                                    | Warner Bros.     | "It Happened Today" |
| 2012 | Jimmy Fallon                                | Blow Your Pants Off                                  | Warner Bros.     | "Balls in Your Mouth" |
| 2013 | Neil Finn                                   | Crucible — The Songs of Hunters and Collectors       | Liberation Music | "Throw Your Arms Around Me" |
| 2013 | Glen Hansard                                | Drive All Night                                      | Epitaph          | "Drive All Night" (cùng Jake Clemons) |

### Temple of the Dog
| Năm  | Album             | Nhãn đĩa | Bài hát                                                                                       |
| ---- | ----------------- | -------- | --------------------------------------------------------------------------------------------- |
| 1991 | Temple of the Dog | A&M      | "Hunger Strike", "Wooden Jesus", "Pushin Forward Back", "Your Saviour" và "Four Walled World" |

## Đề cử và giải thưởng
| Giải thưởng                              | Năm  | Đề cử cho                                       | Hạng mục                                | Kết quả   |
| ---------------------------------------- | ---- | ----------------------------------------------- | --------------------------------------- | --------- |
| Giải Lựa chọn của giới phê bình điện ảnh | 2008 | "Guaranteed" trong phim Into the Wild           | Bài hát hay nhất                        | Đề cử     |
| SIMA Waterman's Honorees                 | 2007 | Eddie Vedder                                    | Nhà hoạt động môi trường của năm        | Đoạt giải |
| Giải Quả cầu Vàng                        | 2008 | "Guaranteed" trong phim Into the Wild           | Ca khúc trong phim hay nhất             | Đoạt giải |
| Giải Quả cầu Vàng                        | 2008 | Into the Wild (cùng Michael Brook và Kaki King) | Nhạc phim hay nhất                      | Đề cử     |
| Giải Grammy                              | 2008 | "Guaranteed" trong phim Into the Wild           | Ca khúc nhạc phim hay nhất              | Đề cử     |
| Giải Grammy                              | 2009 | "Rise"                                          | Trình diễn nhạc rock xuất sắc nhất      | Đề cử     |
| mtvU Woodie Awards                       | 2008 | Eddie Vedder                                    | The Good Woodie                         | Đề cử     |
| Giải Satellite                           | 2007 | "Rise" trong Into the Wild                      | Nhạc phim hay nhất                      | Đề cử     |
| Online Film Critics Society Awards       | 2008 | Into the Wild (cùng Michael Brook và Kaki King) | Nhạc phim hay nhất                      | Đề cử     |
| World Soundtrack Awards                  | 2008 | "Guaranteed" trong Into the Wild                | Nhạc phim hay nhất do Đạo diễn sáng tác | Đề cử     |